# Kauan
Kauan je ruská hudební skupina založená roku 2005 ve městě Čeljabinsk zpěvákem a kytaristou Antonem Bělovem. Stejně jako většina textů i název pochází z finštiny, znamená dlouho nebo na dlouho. Kapela sídlila mimo Rusko v ukrajinském Kyjevě, estonském Tallinnu a od roku 2023 působí ve finských Helsinkách.
Zpočátku hrála mix folk metalu, doom metalu a black metalu, v pozdější fázi tvorby se přeorientovala na post-rock a ambientní hudbu. Debutové studiové album Lumikuuro vyšlo v roce 2007.

## Diskografie
Studiová alba
- Lumikuuro (2007)
- Tietäjän laulu (2008)
- Aava tuulen maa (2009)
- Kuu.. (2011)
- Pirut (2013)
- Muistumia (2014)
- Sorni Nai (2015)
- Ice Fleet (2021)
- ATM Revised (2023)

Koncertní alba
- Live | 26.02.2016 (2017)
- Live 13 (2018)
- Sorni Nai Live (2021)
- Pirut Live (2022)
- Lumikuuro Live (2022)

Promo nahrávky
- Sokea sisar (radio single) (2009)

Box sety
- Private Release (2013)